# Christian Beyer (Maler)
Christian Beyer (* 9. Juni 1883 in Frankfurt am Main; † 3. November 1967 in Kassel) war ein deutscher Aquarellist, Maler und Architekt.

## Leben
Beyer studierte an der TH Darmstadt Architektur und schloss sein Studium 1910 mit dem Diplom ab. Von 1910 bis 1913 war er Regierungs-Bauführer in Friedberg. Anschließend war er Baubeamter u. a. in Bad Orb. Seit 1921 war er am Reichsbauamt in Kassel tätig. In Kassel begann er als Autodidakt  zu malen. 1925 gehörte er zu den Mitgliedern der Kasseler Sezession um Arnold Bode. 1937 wurden im Rahmen der Aktion „Entartete Kunst“ Beyers Ölgemälde „Karussell“ aus dem Stadtmuseum Altona beschlagnahmt.
Ausstellungen (unvollständig)
- 1935: Kassel, Städtisches Kunsthaus („Neue Kunst im Gau Kurhessen“)

- 1951: Ansichten aus Russland und Jugoslawien. Staatliche Kunst-Sammlungen, Kassel
- 1954: Fünf nordhessische Maler im Süden. KasselerKunstVerein, Kassel
- 1977: Ausstellung im Rathaus Kassel vom 6. bis 27. Nov. 1977, Katalog von Konrad Kaiser
- 1992: Gemälde und Zeichnungen. Galerie Lometsch, Kassel

Werke in Museen
- Porträt der Tochter, 1932, Neue Galerie Kassel
- Friedrichsplatz-Ansicht, 1949, Neue Galerie Kassel
- Stillleben mit Spiegel und Bürste, 1949, Neue Galerie Kassel
- Markt auf dem Friedrichsplatz, Papier, 1944 Neue Galerie Kassel